# Evil Uno
Nicolas Dansereau (20 de julio de 1987) es un luchador profesional canadiense, que actualmente compite en All Elite Wrestling (AEW), bajo el nombre de Evil Uno. Es conocido por competir en varias promociones independientes de Canadá y Estados Unidos, incluyendo Alpha-1 Wrestling, Capital City Championship Combat (C*4), Inter Species Wrestling (ISW) y Pro Wrestling Guerrilla (PWG) como Player Uno. Player Uno basa su gimmick en torno a los videojuegos, más concretamente los juegos de las consolas NES y SNES (como sus movimientos y vestimenta siendo referencia a Mario, Luigi y Wario). Con regularidad forma un equipo con Stupefied / Player Dos llamado Super Smash Bros.. Son los actuales Campeones Mundiales en Pareja de la PWG.

## Vida personal
Dansereau trabaja como especialista en web para el gobierno federal canadiense.

## Carrera

### International Wrestling Syndicate
Uno hizo su debut en la promoción de lucha libre canadiense International Wrestling Syndicate (IWS). Uno encontró rápidamente un compañero de equipo en Stupefied como los Super Smash Brothers. El equipo encontró el éxito y pronto ganaron el Campeonato en Parejas de IWS. Uno también encontró el éxito como un competidor individual ya que también ganó el Campeonato Canadiense de IWS. Se quedó con la promoción hasta que se separó el 9 de octubre de 2010.

### Pro Wrestling Guerrilla (2011-2013)
El 10 de septiembre de 2011, Uno debutó en Pro Wrestling Guerrilla (PWG) como miembro de Super Smash Bros. con Stupefied. En su primer combate, se enfrentaron a los RockNES Monsters (Johnny Goodtime y Johnny Yuma), un equipo de jugadores con un truco similar de videojuegos, en un esfuerzo por perder. El Super Smash Bros. regresó el 10 de diciembre de 2011, esta vez perdiendo un partido contra The American Wolves (Davey Richards y Eddie Edwards). Los Super Smash Bros. obtuvieron su primera victoria en PWG el 17 de marzo de 2012, al derrotar a los dos veces Campeones Mundiales en Parejas de PWG, The Young Bucks (Matt y Nick Jackson), y los RockNES Monsters en un Triple Threat Match.

### All Elite Wrestling (2019-presente)
Evil Uno y Stu Grayson hicieron su debut sorpresa como The Dark Order en Double or Nothing de All Elite Wrestling el 25 de mayo de 2019, que apareció después del combate entre Best Friends y Angélico & Jack Evans. Después de que terminó el partido, las luces se apagaron y cuando volvieron a encenderse, Uno y Grayson estaban en el ring. Las luces se apagaron por segunda vez y cuando volvieron a encenderse, unos secuaces enmascarados rodearon el ring. The Order entonces atacó a los cuatro hombres. Después del ataque, las luces se apagaron de nuevo y desaparecieron.
El 13 de julio, Uno debutó en el evento de Fight for the Fallen junto con Grayson clasificándose en la primera ronda del torneo por el Campeonato Mundial en Parejas de AEW quienes derrotaron a Los Güeros del Cielo (Angélico & Jack Evans) y Jungle Boy & Luchasaurus.

## En lucha
- Movimientos finales
  - Bubble Bobble Buster (Inverted suplex lift dropped into a reverse piledriver)[2]
  - Dig Dug Driver (Pumphandle piledriver)[2]
  - Joystick (Kneeling figure four armlock)

- Movimientos de firma
  - Blanka Roll (Cannonball senton)[2]
  - Excitebike (Inverted overdrive)[2]
  - Falcon Punch (Straight right hand)
  - Fat Boy Senton (Senton)[2]
  - Frogger Splash (Frog splash)[2]
  - Game Genie (Electric chair flipped forward into a single knee backbreaker)[2]
  - Goomba Stomp / M. Bison Stomp (Diving double foot stomp to a kneeling opponent's head)[2][1]
  - Hadouken (Double palm strike to the opponent's chest)[7]
  - Kano Cannonball (Suicide senton)[2]
  - Level 17 Wizard (Charging knee lift to a cornered opponent)[2]
  - Mario Party (German suplex followed into a dragon suplex / Tiger suplex combination)[2]
  - Punch-Out!! (Punching combination followed by an uppercut)[2]
  - River City Ransom (Arm trap stunner)[2]
  - Shoryuken (Jumping spinning uppercut)[2]
  - Sonic Boom (Double cross chop)[2]

- Con Player Dos/Stupefied
  - Movimientos finales
    - Fatality! (Gory bomb (Uno) / diving somersault cutter (Dos/Stupefied) combination)
    - Pac-Man Fever (Aided spike piledriver)[2]

  - Signature moves
    - Double enzuigiri[2]
    - Double leg slam (Uno) / double knee backbreaker (Dos/Stupefied) combination[2]
    - Fist drop (Uno) / standing moonsault (Dos/Stupefied) combination[2]
    - Indiana Jones and the Gold Stunner (Elevated jawbreaker)[2]
    - Inverted sitout side powerslam by Uno into a running cutter by Dos/Stupefied[2]
    - Jumping neckbreaker by Dos/Stupedied onto Uno's knee[2]
    - Level 20 Wizard (Simultaneous charging knee lift (Uno) / Tiger feint kick (Dos/Stupefied) combination to a cornered opponent)[2]
    - Mighty Morphin' Powerbomb (Powerbomb (Uno) / neckbreaker (Dos/Stupefied) combination)[2]
    - Shining Mage (Shining wizard (Uno) / enzuigiri (Dos/Stupefied) combination)[2]

- Apodos
  - "The 8-Bit Luchador"[1]

## Campeonatos y logros
- Alpha-1 Wrestling

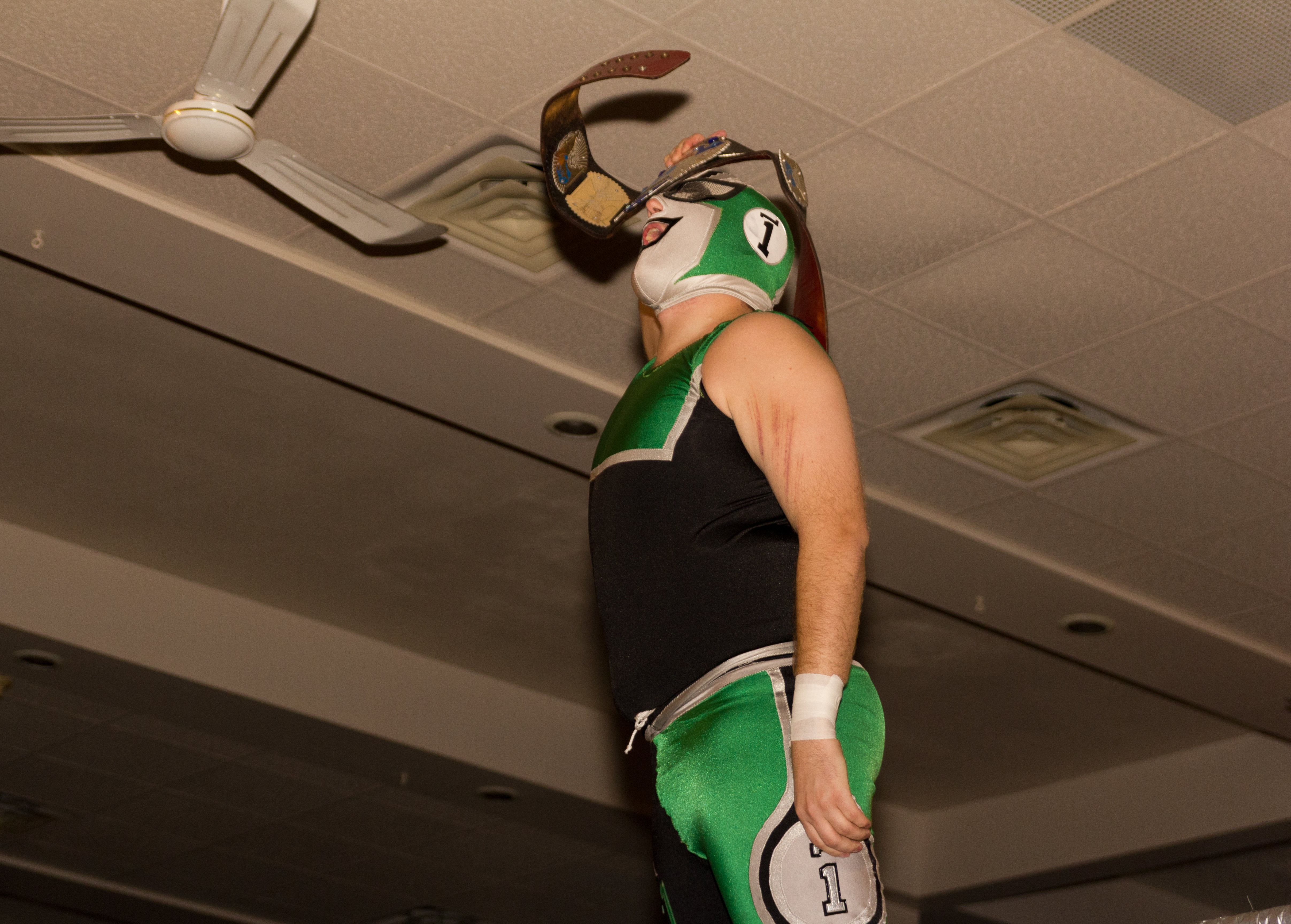
Player Uno como Campeón en Pareja de Alpha-1 Wrestling.

  - Alpha-1 Wrestling Tag Team Championship (1 vez) – con Player Dos[8]

- Chikara
  - Campeonatos de Parejas (1 vez) – con Player Dos[9]

- International Wrestling Syndicate
  - IWS Canadian Championship (1 vez)[10]
  - IWS Tag Team Championship (1 vez) – con Stupefied[11]

- Inter Species Wrestling
  - Inter Species Championship (1 vez)[12]

- Pro Wrestling Guerrilla
  - PWG World Tag Team Championship (1 vez) – con Stupefied
  - Dynamite Duumvirate Tag Team Title Tournament (2012) – con Stupefied

- Pro Wrestling Illustrated
  - Situado en el #428 de los PWI 500 en 2011[13]